# 고종후
고종후(高從厚, 1554년 ~ 1593년)는 임진왜란 당시의 의병장이다. 자는 도충, 호는 준봉, 시호는 효열, 본관은 장흥(長興)이다.
의병장이자 학자인 고경명의 아들로 문과에 급제하여 벼슬이 현령에까지 이르렀다. 임진왜란이 일어나자 아버지와 함께 의병을 일으켰으며, 아버지와 동생 인후는 제1차 금산 전투에서 왜군과 격전 끝에 전사하였다.
이듬해 1593년 스스로 복수 장군이라 부르며 각지에서 의병을 모아 싸웠다. 제2차 진주성 전투 당시 진주성이 위급해짐을 듣고 의병을 이끌고 진주성에 들어가 김천일·최경회 등과 함께 끝까지 싸우다가 남강에서 전사하였다. 바로 증 도승지에 증직되었다가 후에 다시 증 이조판서에 추증되었다. 숙종 때 효열(孝烈)의 시호가 추서되었다.

## 가족 관계
- 할아버지 : 고맹영(高孟英)
  - 아버지 : 고경명(高敬命)
  - 어머니 : 울산 김씨(蔚山 金氏) - 김백균(金百鈞)의 딸
    - 동생 : 고인후(高因厚)
    - 전처 : 의령 남씨(宜寧 南氏)
      - 장녀 : 양산축(梁山軸)에게 출가
      - 차녀 : 유적(柳適)에게 출가

    - 후처 : 고성 이씨(固城 李氏) - 이복원(李復元)의 딸
      - 장남 : 고부립(高傅立)
        - 손자 : 고두일(高斗一)
        - 손자 : 고두기(高斗紀) - 출계 고부언(高傅言)
        - 손자 : 고두평(高斗平)
        - 손자 : 고두응(高斗應)

      - 차남 : 고부언(高傅言)
        - 손자 : 고두기(高斗紀) - 생부 고부립(高傅立)

      - 삼녀 : 홍호(洪鎬)에게 출가

## 연관인물
- 고경명(아버지)
- 고인후(동생)